# 대전여자고등학교
대전여자고등학교(大田女子高等學校)는 대한민국 대전광역시 동구 대동에 있는 공립 고등학교이다.

## 학교 연혁
- 1937년 3월 31일 : 대전공립여자고등 보통학교 설립 인가
- 1937년 5월 1일 : 개교 및 제1회 입학식 (2학급 102명)
- 1938년 4월 1일 : 대동공립고등여학교로 교명 변경
- 1947년 10월 25일 : 충남공립여자중학교로 교명 변경 (6년제)
- 1950년 5월 22일 : 대전여자고등학교로 개편
- 1974년 12월 31일 : 대전여고 부설 방송통신고등학교 설립 인가
- 1975년 4월 6일 : 대전여고 부설 방송통신고등학교 개교 및 제1회 입학식 (5학급 345명)
- 2003년 4월 3일 : 구조관 준공
- 2012년 3월 1일 : 자율형 공립고 지정(2022년 재지정)
- 2020년 2월 21일 : 창의관 준공
- 2023년 1월 27일 : 제82회 졸업식(총 졸업생 누계 36,481명)
- 2023년 1월 29일 : 부설방통고 제47회 졸업식(졸업생 누계 9,132명)
- 2023년 3월 1일 : 제30대 김미선 교장 취임
- 2023년 3월 12일 : 부설방통고 2023학년도 입학식(4학급 101명)
- 2024년 3월 4일 : 2024학년도 입학식(12학급 317명)

## 참고 자료
- 대전여자고등학교 - 한국교육학술정보원 학교알리미